# Фекда
Фекда (γ UMa) — шестая по светимости звезда в созвездии Большой Медведицы.

## Описание
Звезда Фекда является одиночной звездой в составе Collinder 285 (Движущаяся группа звёзд Большой Медведицы). Звезда относится к эталонной для спектрального класса A0V для интерферометрии длинных линий в среднем инфракрасном диапазоне длин волн (3-13 мкм), основной информации, элементов бинарности, углового диаметра, величины и потоков в ближней и дальней зоне, а также других опорных точек классификации звёзд разработанной для построения графика-системы в диаграмме «Спектральный класс—светимость» (диаграмма Герцшпрунга — Рассела) начиная с 1940-х годов прошлого столетия.
Также связи с её временными затмеваниями, что отражается в исследовании видимого спектра и звёздной величины, потенциально затменно-двойная система из главной звезды и её спутника расположенных в 20 годах обращения друг к другу. Но в исследования показали, что звезда является одиночной, но имеет газопылевой диск и потенциально планету — газовой планеты супер-гиганта с массой 80 M♃ (масс Юпитера) на очень близком расстоянии от звезды в виде планетезима́ли. Отсюда регулярное колебание звезды вокруг барицентра.
Gamma Ursae Majoris является ярким карликом имеющий газопылевой диск (приставка SB к основному спектральному индексу A0V), имеет средне уточнённую массу 3,99M☉ и радиус 3,89R☉ и светимость 64,44L☉. Звезда находится в 83 световых годах (25,5 парсек) от Солнца, видимая звёздная величина с учётом затменности звезды 2,41m (от 2,393m до 2,440m), температурой в 9509К и возрастом 320 млн. лет.
В целях идеи поиска планет вокруг других звёзд и поиска внеземной жизни, а также учёта опорных точек эталонных звёзд, были определены гипотетические зоны обитания (зон где должна быть планета, на которой имеется вода в жидком состоянии, температура аналогичная земной и предпосылка к возникновения жизни схожей с земной) в пределах 7,5 а. е. что сравнимо с орбитой Юпитера (ок. 780 млн. км от Солнца).
Гамма Большой Медведицы будет существовать около миллиарда лет, постепенно набирая массу ввиду газопылевого облака вокруг неё. Звезда быстро израсходует свой водород и начнёт увеличиваться в размерах станет оранжевым гигантом, поэтому ближайшие к ней сформировавшиеся планеты будут поглощены. Когда звезда станет красным сверхгигантом, если масса будет в пределах 1.5-3M☉ до начала вырабатывания в ядре звезды железа и более тяжёлых элементов в конце жизненного цикла, станет сверхновой типа II с коллапсирующим ядром, в которой в результате быстрого сжатия и последующего мощного взрыва образует нейтронную звезду.

## Название звезды
Имя собственное Фекда — для Gamma Ursae Majoris было утверждено Международным астрономическим союзом в июле 2016 года как основное и более узнаваемое для большинства людей.